# 池田耕一郎
池田 耕一郎（いけだ こういちろう、1976年3月3日 - ）は、NHKのチーフアナウンサー。

## 人物
埼玉県立熊谷高等学校を経て、2000年、京都大学工学部卒業、入局。

## 嗜好・挿話
- マラソンが趣味。フルは70回くらい完走しているほか、NHKアナウンサーで最も速いフルマラソンの記録、2時間43分42秒（別府大分毎日マラソン2019）の自己ベストタイムを持っている。[2]
- 長崎 橘湾岸スーパーマラニックにて173kmを24時間1分で踏破した。[3]
- トライアスロンに出場し、完走した経験を持つ。

## 現在の担当番組
- 広島県・中国地方のニュース
- アナウンスグループ統括・部長級
- 広島放送局制作番組の編集責任者

## 過去の担当番組
静岡放送局時代
- たっぷり静岡（5時台キャスター、2004.4 - 2005.5）
- 静岡県のニュース・中継・リポート

沖縄放送局時代
- ハイサイ!てれびすかす（キャスター、2006.4 - 2007.3）
- ハイサイ!ニュース610（キャスター、2007.4 - 2008.3）
- 生活ほっとモーニング リポーター
- 沖縄県のニュース・中継・リポート

札幌放送局時代
- NHKニュースおはよう北海道土曜プラス（キャスター）
- 北海道クローズアップ（キャスター）
- ニュース北海道645（不定期）
- 北海道のニュース・中継・リポート

大阪放送局時代（2014年8月 - 2018年7月）
- ニュースほっと関西（不定期・森田洋平 、青井実、近田雄一のキャスター代行など）
- ニュース・気象情報（全国の定時ニュース）（午後2時：大阪局から放送した場合）
- 関西のニュース・中継・リポート
- ニュース845～関西のニュースと気象情報～（不定期）
- 2016年4月の熊本地震発生時は、福岡放送局に応援で派遣され、災害情報を中心にローカルニュースを担当した。

東京アナウンス室時代（2018年8月 - 2020年7月）
・デスク業務
長崎放送局時代（2020年8月 -2024年7月）
- 大雨関連特設ニュース（2023年7月8日・九州沖縄地方） - 長崎放送局より長崎県の災害状況を伝えた[注釈 1]。
- 長崎県のニュース
- 放送部副部長（2020年8月-2023年3月）→コンテンツセンターアナウンスグループ統括（2023年4月 - 2024年7月）
- 長崎放送局制作番組の編集責任者
- 緊急報道（長崎放送局発）
- はっけんTV・長崎（編集責任者）
- ニュース845長崎（不定期）
- イブ長チャレンジ（不定期）
- ぎゅぎゅっと!長崎（不定期）
- イブニング長崎（編集責任者、キャスター代行）
- ぎゅっと!長崎（編集責任者）
  - 木花牧雄の代理キャスター（2023年7月27日 - 28日、8月22日、9月1日、12日、10月11日、2024年3月8日、27日 - 28日）
  - 川崎寛司の代理キャスター（2024年7月12日、19日）